# Pierre-Félix Conne
Pierre-Félix Conne, francoski general, * 1892, † 1979.